# Moisés Barack
Moisés Barack Caycho (Pisco, 26 de diciembre de 1943-Lima, 9 de abril de 2024) fue un futbolista y entrenador peruano, considerado uno de los mejores entrenadores del fútbol peruano. Su último trabajo profesional fue en Sport Huancayo de la Primera División del Perú y dirigió el equipo de la Universidad Alas Peruanas en el Mundial Universitario de Rusia en agosto de 2023.

## Trayectoria

### Como jugador
Comenzó como marcador de punta en Juventud Gloria de la Segunda División del Perú. En 1960 pasó a Centro Iqueño por 2 temporadas, dirigido por el director técnico paraguayo Miguel Ortega.
En 1962 fue contratado por Universitario donde jugó 4 temporadas saliendo campeón en 1964, considerado como el mejor marcador de punta de dicho campeonato. En 1966 regresó al Centro Iqueño por 2 temporadas, en 1968 jugó en el Octavio Espinosa de Ica, finalmente en 1969 jugó en el Porvenir Miraflores por 2 temporadas donde terminó su carrera.
Fue parte de la Selección preolímpica para las Olimpiadas de Roma 1960 donde se eliminó con Uruguay (a quien se le ganó por 6-0 y 3-2) donde fue el capitán, asimismo el año 1969 integró la Selección Peruana que jugó las eliminatorias de México 1970.

### Como entrenador
Destacó por haber ganado el campeonato nacional de fútbol en 1976 con el Unión Huaral, un equipo denominado chico en esa época, y que fue el tercer equipo fuera de la ciudad de Lima que ganó un campeonato nacional en el fútbol peruano, subcampeón con Unión Huaral en 1974. Fue campeón de la Copa Perú con Torino de Talara en 1982, campeón de la copa Perú con José Gálvez de Chimbote en 1996, además dirigió al Sport Boys del Callao en 3 oportunidades en 1974, 1994 y 2007, Alianza Lima en 1988, Deportivo Municipal, Deportivo Sipesa de Chimbote en la Copa Conmebol 1993, Mariano Melgar de Arequipa en 1997, Colegio Nacional de Iquitos el 2002, Sport Huancayo de Junín 2013 entre otros.
También dirigió en Bolivia al The Strongest y Bolívar de La Paz, con ambos clubes fue campeón boliviano en 1985, 1989 y 1991 respectivamente; asimismo dirigió al Jorge Wilstermann de Cochabamba los primeros cuatro meses de 1996. 
Con la Selección Peruana en la etapa de preparación consiguió 16 partidos en calidad de invicto obteniendo resultados muy importantes ganándole amistosos a la selección Uruguaya en Lima 2-1 y empatando 2-2 en Montevideo el día que Eduardo Malasquez le dio un baile a Bossio. 
También destacó ganándole a la Selección de Chile en Santiago por 2-1 con goles de Guillermo La Rosa y Franco Navarro, resultado positivo que no se conseguía en más de 35 años. El triunfo más importante fue ante la selección de Brasil en Brasilia en la inauguración del Estadio Mane Garrincha por 1 a 0 con gol de Julio Cesar Uribe. 
En 1985 en las Eliminatorias para el Mundial de México 86 estando a cargo de la selección Peruana de Fútbol renunció debido a los resultados que obtuvo en los tres primeros partidos (sumó solo 3 puntos: un triunfo ante Venezuela de visita, una derrota ante Colombia en Bogotá y un empate ante los mismos cafeteros en Lima).
Ha sido Presidente de la Asociación de Entrenadores de Fútbol del Perú y ha realizado trabajos de asesoría para el DT Sergio Markarian en la selección peruana.

## Clubes

### Como futbolista
| Club                | País | Año       |
| ------------------- | ---- | --------- |
| Juventud Gloria     | Perú | 1959      |
| Centro Iqueño       | Perú | 1960-1961 |
| Universitario       | Perú | 1962-1965 |
| Centro Iqueño       | Perú | 1966-1967 |
| Octavio Espinosa    | Perú | 1968      |
| Porvenir Miraflores | Perú | 1969-1970 |

### Como entrenador
| Club                         | País    | Año       |
| ---------------------------- | ------- | --------- |
| Deportivo Sima               | Perú    | 1973      |
| Unión Huaral                 | Perú    | 1974      |
| Sport Boys                   | Perú    | 1974      |
| Deportivo Municipal          | Perú    | 1975-1976 |
| Unión Huaral                 | Perú    | 1976-1977 |
| Atlético Chalaco             | Perú    | 1978      |
| San José                     | Bolivia | 1979      |
| Atlético Torino              | Perú    | 1979      |
| Unión Huaral                 | Perú    | 1980      |
| Coronel Bolognesi            | Perú    | 1981      |
| Atlético Torino              | Perú    | 1982-1983 |
| Selección de fútbol del Perú | Perú    | 1984-1985 |
| Bolívar                      | Bolivia | 1985-1986 |
| Oriente Petrolero            | Bolivia | 1987      |
| Alianza Lima                 | Perú    | 1988      |
| The Strongest                | Bolivia | 1989-1990 |
| Bolívar                      | Bolivia | 1991-1992 |
| Destroyers                   | Bolivia | 1992      |
| Deportivo Sipesa             | Perú    | 1993      |
| Sport Boys                   | Perú    | 1994      |
| Jorge Wilstermann            | Bolivia | 1996      |
| Deportivo Municipal          | Perú    | 1996      |
| José Galvez                  | Perú    | 1996-1997 |
| F. B. C. Melgar              | Perú    | 1997      |
| Colegio Nacional de Iquitos  | Perú    | 2002      |
| Atlético Chalaco             | Perú    | 2005      |
| Sport Boys                   | Perú    | 2007      |
| Unión Minas de Orcopampa     | Perú    | 2011      |
| Sport Huancayo               | Perú    | 2013      |

## Palmarés

### Como jugador
Títulos nacionales
| Título           | Club          | País | Año  |
| ---------------- | ------------- | ---- | ---- |
| Primera División | Universitario | Perú | 1964 |

### Como entrenador
Títulos nacionales
| Título           | Club            | País    | Año  |
| ---------------- | --------------- | ------- | ---- |
| Primera División | Unión Huaral    | Perú    | 1976 |
| Copa Perú        | Atlético Torino | Perú    | 1982 |
| Primera División | Bolívar         | Bolivia | 1985 |
| Primera División | The Strongest   | Bolivia | 1989 |
| Primera División | Bolívar         | Bolivia | 1991 |
| Copa Perú        | José Gálvez     | Perú    | 1996 |

## Distinciones individuales
- Entrenador del año 1976 (Perú)
- Entrenador del año 1985 (Bolivia)
- Entrenador del año 1989 (Bolivia)
- Entrenador del año 1991 (Bolivia)